# Церква святого Онуфрія (Августівка)
Церква Святого Онуфрія в Августівці — парафія і храм греко-католицької громади Козівського деканату Тернопільсько-Зборівської архієпархії Української греко-католицької церкви в селі Августівка Тернопільського району Тернопільської области.

## Історія церкви
Храм був збудований у 1991 році, і того ж року було відновлено парафію. Архітектором церкви став пан Будь.
У 2004 році парафію відвідав з єпископською візитацією владика Михаїл Сабрига, а у 2010 році — владика Василій Семенюк.
Наразі при парафії діють спільноти Марійська дружина та «Матері в молитві».

## Парохи
- о. Омелян Глібовицький (1883)[1],
- о. Павло Олійник,
- о. Євген Бойко,
- о. Петро Литвинів (1996—+2018),[джерело?]
- о. Віталій Олійник (2019—2022),[джерело?]
- о. Володимир Конотопський (з 2022).[джерело?]